# Thomas Joseph McCarthy (Bischof)
Thomas Joseph McCarthy (* 4. Oktober 1905 in Goderich, Ontario; † 15. November 1986) war ein kanadischer römisch-katholischer Geistlicher und der erste Bischof von Saint Catharines.

## Leben
Thomas Joseph McCarthy empfing am 25. Mai 1929 das Sakrament der Priesterweihe. Am 5. Mai 1955 ernannte Papst Pius XII. ihn zum Bischof von Nelson. Die Bischofsweihe spendete ihm am 1. August desselben Jahres Erzbischof Giovanni Panico; Mitkonsekratoren waren Ralph Hubert Dignan, Bischof von Sault Sainte Marie, und John Christopher Cody, Bischof von London, Ontario. Seine Amtseinführung als erster Bischof der neuerrichteten Diözese Saint Catharines fand am 25. November 1958 statt.
Am 8. Juli 1978 trat Bischof McCarthy von seinem Amt zurück.
McCarthy starb 1986 im Alter von 81 Jahren.